# William Robert Brooks
Pour les articles homonymes, voir Brooks.
William Robert Brooks (Maidstone, Angleterre, 11 juin 1844 – Geneva, État de New York, 3 mai 1921) est un astronome américain.
Il était spécialisé dans la recherche des comètes. Il découvrit les comètes périodiques 12P/Pons-Brooks et 16P/Brooks ainsi que la comète brillante visible à l'œil nu C/1911 O1 (Brooks).
Durant sa carrière, Brooks a reçu plusieurs honneurs, tel qu'une médaille provenant de l'observatoire Lick, de l'Astronomical Society of the Pacific, de l'Astronomical Society de Mexico et le prix Lalande décerné par l'Académie des sciences française.
L'astéroïde (2773) Brooks a été nommé en son honneur.